# David Marshall
David James Marshall (Glasgow, Skócia, 1985. március 5. –) skót válogatott labdarúgó, a Hibernian kapusa.

## Pályafutása

### Celtic
Marshall a Celtic ifiakadémiáján kezdett el futballozni. Az első csapatban 2003. február 23-án mutatkozott be, egy St. Johnstone elleni mérkőzésen. Ezek után ismét főleg a tartalékcsapatban kapott lehetőséget, ahol jól teljesített. 2004. március 25-én ő védhetett a Barcelona elleni UEFA-kupa-meccsen, Rab Douglas eltiltásának köszönhetően. Sikerült megóvnia kapuját a góltól, így csapata nagy meglepetésre 1-0-s összesítéssel továbbjutott. A következő idényben a Bajnokok Ligájában is összefutott a két csapat, ahol Marshall ugyan kivédte Ronaldinho tizenegyesét, de csapata így is kikapott 3-1-re.
Gordon Strachan menedzserré való kinevezését követően azonban kedvezőtlenül alakult a pályafutása a Celticnél. Az edző első két meccsén Marshall kilenc gólt kapott, ötöt az Artmedia Petržalka, négyet pedig a Motherwell ellen. Artur Boruc leigazolását követően csak a kispadon kapott helyet és ott is maradt a következő 18 hónapban, amíg kölcsön nem adták a Norwich Citynek.

### Norwich City
A Norwich színeiben a Blackpool ellen mutatkozott be. Kölcsönszereplése a vártnál hamarabb, 2007 februárjában véget ért, amikor egy Chelsea elleni FA Kupa-meccsen egy felugrást követően bokasérülést szenvedett. 2007. július 4-én az angol klub véglegesen is leigazolta, ismeretlen összeg ellenében, három évre aláírva vele. A 2007/08-as idényben ő volt a csapat egyetlen játékosa, aki minden egyes bajnokit végigjátszott. Jó teljesítményének köszönhetően harmadik helyen végzett az "Év játékosa" szavazáson.

### Cardiff City
Miután a Norwich City kiesett a másodosztályból, a Cardiff City 500 ezer fontért leigazolta Marshallt. Ő lett a csapat első számú kapusa, a finn Peter Enckelman előtt. Már a szezon első meccsén, a Scunthorpe United ellen bemutatkozhatott, megőrizve kapuját a góltól. 2009. november 30-án, az Ipswich Town ellen megsérült, de felépülése után azonnal visszakerült a kezdőcsapatba, majd sorozatban három meccsen nem kapott gólt.
A 2010/11-es szezon első két hónapjában állandó tagja volt a kezdőnek, de egy Ipswich ellen 2-0-s vereséget követően Tom Heaton átvette a helyét a kapuban. 2010 decemberében, egy Preston North End elleni találkozón kapott újra lehetőséget. A következő négy mérkőzésen szintén kezdő volt, de megsérült. Később egy Stoke City elleni FA Kupa-meccsre visszatért, de ott súlyos könyöksérülést szenvedett, ami miatt meg kellett operálni, így az idény során nem játszhatott többet.
A következő évadra Malky Mackay személyében új menedzser érkezett a Cardiffhoz, aki alatt Marshall ismét első számú kapus lett. A felkészülési meccseken végig ő védett, majd a West Ham United elleni szezonnyitón is a kezdőcsapatba nevezték. 2012. május 23-án új, hároméves szerződést írt alá vele a klub. A 2012/13-as idény első napján, augusztus 17-én, a Huddersfield Town ellen lejátszotta századik bajnoki mérkőzését a Cardiff színeiben. A szezon során 18 mérkőzésen nem kapott gólt, amivel a Championship kapusai közül az élen végzett. Csapata végül feljutott a Premier League-be.
Bár a Cardiff City mindössze egy szezont töltött az élvonalban, Marshall komoly elismeréseket vívott ki teljesítményével. 2014. február 5-én új, 2018-ig szóló szerződést kapott csapatától. Az új menedzser, Ole Gunnar Solskjær nem sokkal később azt mondta, Marshall a Premier League első számú kapusa, hiszen 101 védést kellett bemutatnia, sokkal többet, mint más csapatok hálóőreinek. Az idény végén Gary Neville és Jamie Carragher az év álomcsapatába is beválogatták, csapatánál pedig megkapta az év legjobbjának járó elismerést.
2014 szeptemberében, Mark Hudson eladása után Marshall kapta meg a csapatkapitányi karszalagot. A 2014/15-ös szezon utolsó mérkőzésen piros lapot kapott agresszív viselkedés miatt, így a következő idény első három meccsét is ki kellett hagynia, eltiltás miatt. 2015 augusztusában a West Bromwich Albion 4,5 millió fontos ajánlatot tett érte, de a Cardiff elutasította azt. Szeptember 19-én, a Rotherham United ellen ismét kiállították, a Matt Derbyshire-rel való összetűzése miatt. 2016 januárjában a Cardiff City 10 millió fontban határozta meg a vételárát, miután több élvonalbeli klub is érdeklődött iránta.

### Hull City
2016. augusztus 30-án a Hull City 5 millió fontért leigazolta Marshallt.

## Válogatott pályafutása
A Barcelona elleni UEFA-kupa-meccsen mutatott remek teljesítménye miatt Marshall 2004. augusztus 18-án bemutatkozhatott a skót válogatottban, egy Magyarország elleni barátságos meccsen. Ezután sokan arra számítottak, hogy ő lesz hosszú távon a válogatott első számú kapusa, de Craig Gordon és Allan McGregor is több lehetőséget kapott a következő években.
2009 májusában lehetőséget nyílt állandó helyet szerezni magának a válogatottban, Craig Gordon sérülésének köszönhetően. Norvégia és Hollandia ellen is ő védett, de csapata mindkét meccset elvesztette. Marshall így sorozatban ötödik vesztes válogatott meccsét is lejátszotta, összesen 15 gólt kapva ezeken. 2013. november 19-én, egy Norvégia elleni barátságos meccsen tizedik alkalommal játszhatott a válogatottban, ahol több jó védést is bemutatva 1-0-s győzelemhez segítette hazáját.